# Activision Blizzard
Activision Blizzard, Inc. là một tổng công ty trò chơi điện tử của Mỹ có trụ sở tại Santa Monica, California. Activision Blizzard hiện bao gồm năm đơn vị kinh doanh: Activision Publishing, Blizzard Entertainment, King, Major League Gaming, và Activision Blizzard Studios.
Công ty được thành lập vào tháng 7 năm 2008 thông qua việc sáp nhập Activision, Inc. (công ty mẹ giao dịch công khai của Activision Publishing) và Vivendi Games, công ty sở hữu và điều hành các studio công ty con bổ sung, như một phần của Activision Publishing, bao gồm Treyarch, Infinity Ward, High Moon Studios và Toys for Bob. Trong số các tài sản trí tuệ chính do Activision Blizzard sản xuất có Call of Duty, Crash Bandicoot, Guitar Hero, Tony Hawk's, Spyro, Skylanders, World of Warcraft, StarCraft, Diablo, Hearthstone, Heroes of the Storm, Overwatch và Candy Crush Saga. Dưới sự quản lý của Blizzard Entertainment, họ đã đầu tư vào các sáng kiến thể thao điện tử xung quanh một số trò chơi của mình, đáng chú ý nhất là Overwatch và Call of Duty. Các tựa game của Activision Blizzard đã phá vỡ một số kỷ lục phát hành. Tính đến  tháng 3 năm 2018, đây là công ty trò chơi lớn nhất ở Châu Mỹ và Châu Âu về doanh thu và vốn hóa thị trường.
Công ty cũng vướng vào nhiều tranh cãi đáng chú ý, bao gồm cáo buộc vi phạm bằng sáng chế và tiền bản quyền chưa thanh toán. Vào cuối tháng 7 năm 2021, công ty đã bị Sở Công Bằng Lao Động và Nhà Ở California kiện về cáo buộc quấy rối tình dục và phân biệt đối xử với nhân viên. Vụ kiện đã dẫn đến một cuộc điều tra của Ủy ban Giao dịch và Chứng khoán Hoa Kỳ, nhiều cuộc đình công tại nơi làm việc, một số nhân viên từ chức hoặc sa thải, mất nhiều nhà tài trợ sự kiện của công ty, và hàng trăm cáo buộc quấy rối tại nơi làm việc.
Microsoft công bố ý định mua lại Activision Blizzard với giá 68.7 tỉ đô la Mỹ vào ngày 18 tháng 1 năm 2022. Việc mua lại hoàn tất vào ngày 13 tháng 10 năm 2023. Activision Blizzard là công ty con của Microsoft Gaming cùng với Xbox Game Studios và ZeniMax Media.

## Lịch sử

Logo cũ được sử dụng cho đến năm 2011.

### Bối cảnh và sự hình thành (2007 - 2008)
Năm 1991, Bobby Kotick và một nhóm các nhà đầu tư đã mua lại công ty sắp phá sản Mediagenic, đây là công ty mà Activision từng lãnh đạo. Kotick đã tái cấu trúc hoàn toàn để kéo công ty thoát khỏi nợ nần, bao gồm đổi tên công ty thành Activision và chuyển nó đến Santa Monica, California. Sau khi đưa công ty trở lại có lời vào năm 1997, Kotick đã dành cả thập kỷ tiếp theo để mở rộng các sản phẩm của Activision thông qua việc mua lại 25 xưởng, dẫn đến việc ra đời một loạt trò chơi thành công, bao gồm Tony Hawk's, Call of Duty và Guitar Hero. Tuy nhiên, đến khoảng năm 2006, sự phổ biến của các trò chơi trực tuyến nhiều người chơi (MMO) bắt đầu tăng lên. Những trò chơi như vậy cung cấp một nguồn doanh thu liên tục cho các nhà xuất bản, thay vì chỉ một lần mua, làm cho chúng trở thành một đề xuất có giá trị hơn. Không có công ty con nào của Activision có MMO hoặc có khả năng tương thích nhanh chóng. Ngoài ra, Activision còn phải đối mặt với sự cạnh tranh gay gắt hơn từ các công ty như Electronic Arts, cũng như sự sụt giảm doanh số của loạt trò chơi quan trọng của họ.
Khoảng năm 2006, Kotick đã tìm đến Jean-Bernard Lévy, CEO của tập đoàn truyền thông Pháp Vivendi. Vivendi tại thời điểm đó có một bộ phận trò chơi nhỏ, Vivendi Games, một công ty cổ phần chủ yếu làm việc cho Sierra Entertainment và Blizzard Entertainment. Kotick muốn có quyền truy cập vào World of Warcraft của Blizzard, một MMO thành công và đề xuất  để có được nó cho Lévy. Thay vào đó, Lévy đề nghị rằng anh ta sẽ sẵn sàng hợp nhất Vivendi Games với Activision, nhưng chỉ khi Vivendi giữ quyền kiểm soát phần lớn công ty bị sáp nhập. Theo những người thân cận với Kotick, Kotick lo ngại về lời đề nghị này vì nó sẽ buộc anh phải từ bỏ quyền kiểm soát Activision. Tuy nhiên, sau khi nói chuyện với Giám đốc điều hành của Blizzard, Mike Morhaime, Kotick nhận ra rằng Vivendi sẽ có thể đưa họ xâm nhập vào thị trường trò chơi điện tử đang phát triển ở Trung Quốc.
Kotick đã đề xuất sáp nhập vào hội đồng quản trị của Activision, thỏa thuận đồng ý ký kết vào tháng 12 năm 2007. Công ty mới sẽ được đặt tên là Activision Blizzard, và sẽ giữ lại trụ sở trung tâm tại California. Bobby Kotick của Activision được công bố là Tổng Giám đốc và CEO mới, trong khi René Penisson của Vivendi được bổ nhiệm làm chủ tịch. Ủy ban Châu Âu cho phép sáp nhập diễn ra vào tháng 4 năm 2008, chấp thuận rằng không có bất kỳ vấn đề chống độc quyền nào trong thỏa thuận sáp nhập. Vào ngày 8 tháng 7 năm 2008, Activision thông báo các cổ đông đã đồng ý sáp nhập và thỏa thuận đóng cửa vào ngày hôm sau với số tiền giao dịch ước tính là 18,9 tỷ USD.
Vivendi là cổ đông lớn, với 52% cổ phần của công ty. Phần còn lại của cổ phiếu được nắm giữ bởi các nhà đầu tư tổ chức và tư nhân, và sẽ bị bỏ ngỏ để giao dịch trên thị trường chứng khoán NASDAQ trong một thời gian dưới NASDAQ: ATVID, và sau đó là NASDAQ: ATVI  (mã chứng khoán của Activision). Tại thời điểm này, Lévy đã thay thế René Penisson làm chủ tịch của Activision Blizzard. Trong khi Blizzard giữ quyền tự chủ và lãnh đạo công ty trong việc sáp nhập, các bộ phận khác của Vivendi Games như Sierra đã ngừng hoạt động. Với việc sáp nhập, Kotick đã trích dẫn câu nói nếu một sản phẩm Sierra không đáp ứng yêu cầu của Activision, thì họ "sẽ không được giữ lại."  Một số trò chơi cuối cùng đã được xuất bản bởi các xưởng khác, bao gồm Ghostbusters: The Video Game, Brütal Legend, The Chronicles of Riddick: Assault on Dark Athena, và 50 Cent: Blood on the Sand. Tuy nhiên, một số trò chơi của Sierra như Crash Bandicoot, Spyro the Dragon và Prototype đã được giữ lại và hiện được Activision phát hành.

### Danh hiệu và kỷ lục bán hàng mới (2009 - 2012)
Activision Blizzard không xuất bản trò chơi dưới tên chính thức của mình và thay vào đó sử dụng công ty con Activision Publishing và xưởng của nó để xuất bản trò chơi. Đầu năm 2010, xưởng trò chơi điện tử độc lập Bungie đã ký kết hợp đồng xuất bản 10 năm với Activision Blizzard.☃☃☃☃ Cuối năm 2010, Activision Blizzard là nhà phát hành trò điện tử nhất thế giới. Bản phát hành năm 2011 của Call of Duty: Modern Warfare 3 đã thu về 400 triệu đô la chỉ riêng ở Mỹ và Anh trong 24 giờ đầu tiên, khiến nó trở thành tựa trò chơi có màn ra mắt vĩ đại nhất mọi thời đại. Đây cũng là năm thứ ba liên tiếp, loạt Call of Duty phá vỡ kỷ lục ra mắt lớn nhất; Call of Duty: Black Ops năm 2010  thu về 360 triệu đô la vào ngày đầu tiên; và Call of Duty: Modern Warfare 2 năm 2009 mang về 310 triệu đô la. Call of Duty: Black Ops III thu về 550 triệu đô dla oanh thu trên toàn thế giới trong cuối tuần mở cửa vào năm 2015, khiến nó trở thành buổi ra mắt trò chơi lớn nhất trong năm.
Năm 2011, Activision Blizzard đã ra mắt loạt Skylanders, dẫn đến việc báo chí tin rằng công ty đã phát minh và phổ biến một thể loại đồ chơi-để-đời mới. Bản phát hành đầu tiên Skylanders: Spyro's Adventure được đề cử hai giải thưởng của Hiệp hội ngành Công nghiệp đồ chơi năm 2011: "Trò chơi của Năm" và "Đồ chơi sáng tạo của năm". Skylanders: Spyro's Adventure và các phần tiếp theo của nó đã được phát hành cho các hệ máy chơi trò chơi điện tử lớn và PC, và nhiều bản cũng được phát hành trên thiết bị di động.

### Tách ra khỏi Vivendi và tăng trưởng (2013-2014)

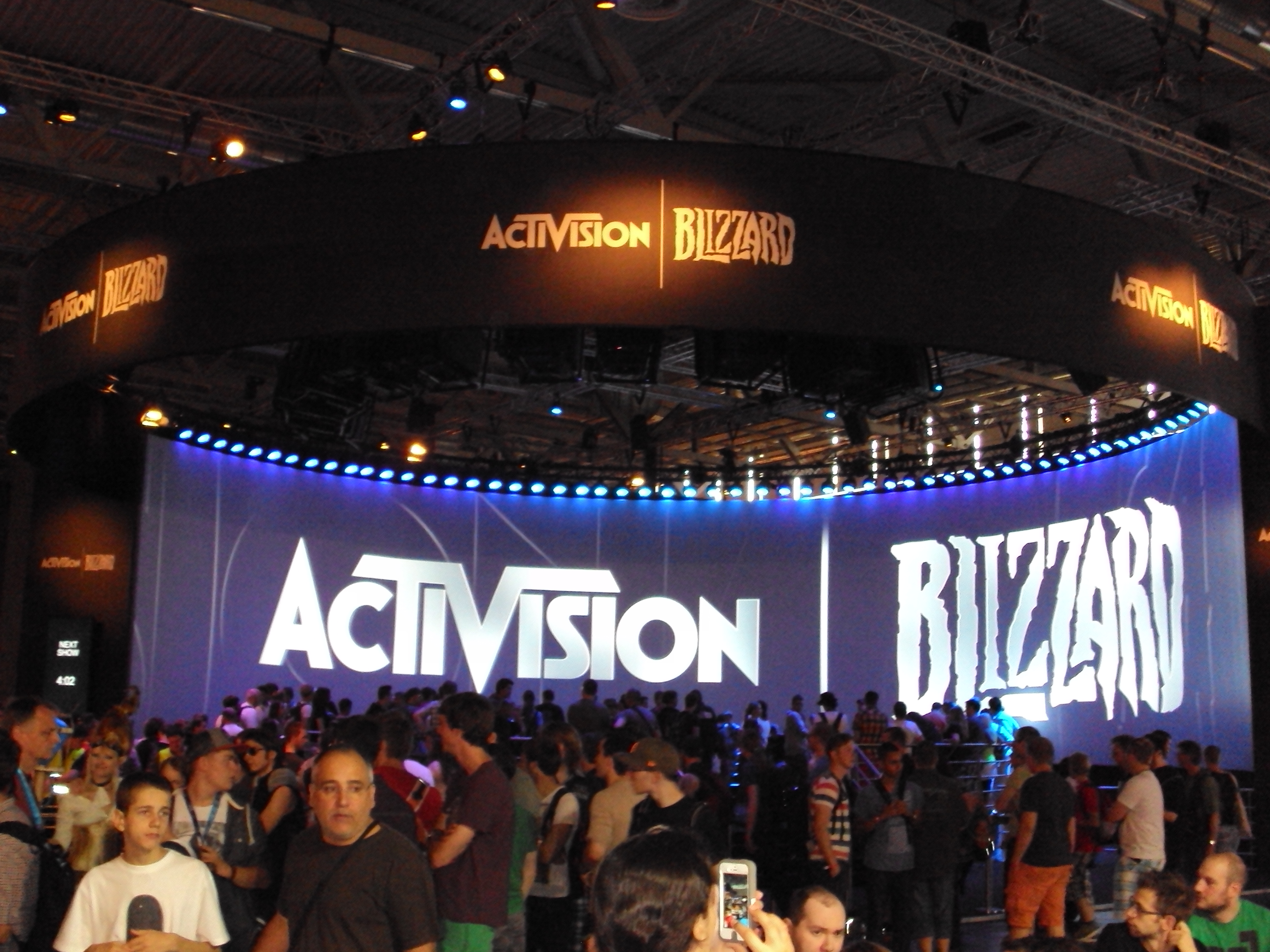
Activision Blizzard tại Gamescom 2013, nơi công ty trưng bày các tựa trò chơi 2013 như Call of Duty: Ghosts và Skylanders: Swap Force.

Vào ngày 25 tháng 7 năm 2013, Activision Blizzard tuyên bố mua 429 triệu cổ phiếu từ chủ sở hữu Vivendi với giá 5,83 tỷ USD, giảm cổ đông từ 63% cổ phần xuống còn 11,8% vào cuối tháng 9. Khi kết thúc thỏa thuận, Vivendi không còn là công ty mẹ của Activision Blizzard, và Activision Blizzard trở thành công ty độc lập khi phần lớn cổ phần thuộc sở hữu của công chúng. Bobby Kotick và Brian Kelly giữ lại 24,4% cổ phần của công ty nói chung. Ngoài ra, Kotick vẫn là chủ tịch và CEO, với Brian Kelly tiếp quản vị trí chủ tịch. Vào ngày 12 tháng 10 năm 2013, ngay sau khi được Tòa án tối cao Delaware chấp thuận, công ty đã hoàn tất việc mua lại, như theo kế hoạch ban đầu. Vivendi đã bán một nửa cổ phần còn lại vào ngày 22 tháng 5 năm 2014, giảm tỷ lệ sở hữu xuống còn 5,8%. và hoàn toàn tách ra hai năm sau đó.
Activision Blizzard đã phát hành một tựa trò chơi mới, Destiny, vào ngày 9 tháng 9 năm 2014. Trò chơi đã kiếm được hơn 500 triệu đô la doanh số bán lẻ vào ngày đầu tiên phát hành, lập kỷ lục cho ngày ra mắt lớn nhất của một trò chơi nhượng quyền thương mại mới. Vào ngày 5 tháng 11 năm 2013, công ty đã phát hành Call of Duty: Ghosts, được viết bởi nhà biên kịch Stephen Gaghan. Vào ngày phát hành đầu tiên, trò chơi đã bán được 1 tỷ đô la. Năm 2014, Activision Blizzard là công ty trò chơi điện tử lớn thứ năm tính theo doanh thu trên toàn thế giới, với tổng tài sản là 14,746 tỷ USD và tổng vốn chủ sở hữu ước tính 7,513 tỷ USD.

### S&P 500 và các bộ phận mới (2015-hiện tại)
Activision Blizzard gia nhập S & P 500 vào ngày 28 tháng 8 năm 2015, trở thành một trong hai công ty duy nhất trong danh sách liên quan đến trò chơi, bên cạnh Electronic Arts. Công ty đã phát hành phiên bản tiếp theo của Skylanders vào tháng 9 năm 2015, trong đó bổ sung các phương tiện vào danh mục "đồ chơi để đời". Vào ngày 15 tháng 9 năm 2015, Activision và Bungie đã phát hành Destiny: The Taken King, phần tiếp theo của loạt Destiny. Hai ngày sau, Sony tuyên bố rằng trò chơi đã phá vỡ kỷ lục về tải xuống nhiều nhất trong lịch sử PlayStation, về cả tổng số người chơi và đồng thời trực tuyến cao nhất.
Activision Blizzard mua lại công ty trò chơi xã hội King, nơi sáng tạo ra trò chơi Candy Crush Saga, với giá 5,9 tỷ đô la vào tháng 11 năm 2015.
Vào tháng 11 năm 2015, Activision Blizzard đã công bố thành lập Activision Blizzard Studios, một bộ phận sản xuất phim sẽ sản xuất phim và phim truyền hình dựa trên nhượng quyền của Activision Blizzard. Được đồng cai quản bởi nhà sản xuất Stacey Sher và cựu giám đốc điều hành của Công ty Walt Disney Nick van Dyk.
Vào tháng 6 năm 2017, Activision Blizzard đã gia nhập Fortune 500 trở thành công ty trò chơi thứ ba trong lịch sử lọt vào danh sách sau Atari và Electronic Arts.
Trong năm tài chính 2018 nhằm kêu gọi các cổ đông vào tháng 2 năm 2019, Kotick tuyên bố rằng trong khi công ty đã chứng kiến một năm kỷ lục về doanh thu, họ sẽ sa thải khoảng 775 người hoặc khoảng 8% lực lượng lao động của họ trong các bộ phận không quản lý, "nhằm giảm các sáng kiến chiến lược hóa không đáp ứng được kỳ vọng và giảm một số chi phí không liên quan đến phát triển và hành chính trên toàn doanh nghiệp ", theo Kotick. Kotick tuyên bố họ có kế hoạch đưa nhiều tài nguyên hơn cho các nhóm phát triển của mình và tập trung vào esports, dịch vụ Battle.net và các tựa trò chơi chính của nhà sản xuất bao gồm Candy Crush, Call of Duty, Overwatch, Warcraft, Diablo và Hearthstone. Trước đó, Activision Blizzard và Bungie đã đồng ý chấm dứt hợp đồng phân phối với Destiny 2 vì nó không mang lại doanh thu như mong đợi cho Activision, nếu không thì Bungie vẫn giữ mọi quyền đối với Destiny. Giao dịch này cho phép Activision-Blizzard báo cáo 164 million đô la Mỹ như là một phần của báo cáo hồ sơ năm tài chính 2018.
Công ty thông báo  Daniel Alegre sẽ thay thế Coddy Johnson làm chủ tịch của Activision-Blizzard có hiệu lực từ ngày 7 tháng 4 năm 2020, với việc Johnson chuyển sang vai trò cố vấn đặc biệt.
Vào mùa xuân năm 2020, doanh thu ròng của công ty từ các kênh kỹ thuật số đạt 1,44 tỷ đô la (1,16 tỷ bảng Anh) do nhu cầu ngày càng tăng đối với trò chơi trực tuyến do lệnh phong tỏa vì COVID-19.

## Cơ cấu doanh nghiệp
Kể từ tháng 2 năm 2018, Activision Blizzard được chia thành ba phân khúc kinh doanh chính:
- Activision Publishing, nơi xử lý việc phát triển, sản xuất và phân phối các trò chơi video từ các công ty con của nó.
- Blizzard Entertainment, nơi xử lý việc phát triển, sản xuất và phân phối các trò chơi của Blizzard. Nó cũng gồm các hoạt động esports của công ty bao gồm MLG và Overwatch League.
- King, xử lý việc phát triển và phân phối các trò chơi mảng di động.

Ngoài ra còn có hai phân đoạn không báo cáo trong Activition Blizzard. Activision Blizzard Studios giám sát việc sản xuất phim giải trí và truyền hình dựa trên tài sản của công ty. Activision Blizzard Distribution cung cấp hỗ trợ hậu cần cho phân phối của Activision Blizzard ở Châu Âu.

## Đầu tư mới vào Esports
Activision Blizzard sở hữu các thương hiệu Call of Duty và StarCraft, cả hai đều được phổ biến như esports. Vào ngày 21 tháng 10 năm 2015, Activision Blizzard tuyên bố thành lập một bộ phận thể thao điện tử mới. Được đặt tên là Activision Blizzard Media Networks, bộ phận được lãnh đạo bởi giám đốc điều hành thể thao Steve Bornstein và đồng sáng lập Major League Gaming (MLG) Mike Sepso, với nền tảng kế thừa từ việc mua lại IGN Pro League, hiện không còn tồn tại. Bornstein được bổ nhiệm làm chủ tịch của bộ phận mới. Vào ngày 31 tháng 12 năm 2015, có thông báo "về cơ bản là tất cả" tài sản của Major League Gaming sẽ được mua lại bởi Activision Blizzard. New York Times đã báo cáo việc mua lại nhằm tăng cường sự thúc đẩy của Activision Blizzard vào mảng thể thao điện tử, cũng như kế hoạch phát triển kênh truyền hình cáp thể thao điện tử. báo cáo chỉ ra rằng MLG sẽ bị đóng cửa và phần lớn giá mua sẽ hướng tới việc trả hết nợ. Activision Blizzard mua lại MLG vào ngày 4 tháng 1 năm 2016  với giá 46 triệu đô la.
Vào tháng 11 năm 2016, Blizzard Entertainment, một công ty con của Activision Blizzard, đã công bố ra mắt Overwatch League, một giải đấu trò chơi điện tử chuyên nghiệp. Mùa giải đầu tiên của giải đấu bắt đầu trong nửa cuối năm 2017 với 12 đội. Cấu trúc của giải đấu dựa trên các cấu trúc thể thao truyền thống, bao gồm tuyển dụng đội ngũ điều hành thể thao, chẳng hạn như Robert Kraft, chủ sở hữu của New England Patriots, và Jeff Wilpon, COO của New York Mets.
Lễ khai mạc Overwatch Grand Finals được phát tại Sân vận động Barclays Center ở Brooklyn vào tháng 7 năm 2018 và thu hút 10,8 triệu người xem trên toàn thế giới. Giải đấu hy vọng sẽ có 18 đội thi đấu trong mùa thứ hai vào năm 2019, với mục tiêu cuối cùng là 28 đội trên toàn thế giới.
Năm 2018, Activision Blizzard đã ký hợp đồng nhiều năm với Walt Disney để phát trực tuyến các trò chơi Overwatch League trên cả hai kênh truyền hình cáp ESPN và Disney XD. Công ty cũng đã đảm bảo một thỏa thuận nhiều năm độc quyền với Google để phát trực tuyến tất cả các sự kiện thể thao điện tử Activision Blizzard tiếp theo, bao gồm các sự kiện Call of Duty và Overwatch, thông qua YouTube và sử dụng các dịch vụ đám mây của Google cho cơ sở hạ tầng lưu trữ trò chơi của mình; điều này xảy ra sau khi thỏa thuận hai năm trước với Twitch cho Overwatch League đã kết thúc. Thỏa thuận với YouTube ước tính trị giá 160 triệu đô la Mỹ, gấp đôi so với thỏa thuận với Twitch.

## Call of Duty Endowment
Kể từ năm 2009, khi CEO Kotick ra mắt Call of Duty Endowment (CODE), hơn 50.000 cựu chiến binh đã được tuyển vào làm các công việc chất lượng cao. Năm 2013, CODE bắt đầu chương trình "Seal of Distinction" công nhận các tổ chức phi lợi nhuận đang thành công trong việc đưa các cựu chiến binh vào những công việc tốt. Người chiến thắng nhận được khoản tài trợ 30.000 đô la để sử dụng trong các hoạt động giới thiệu việc làm của họ. Mục tiêu của CODE là giúp 100.000 cựu chiến binh Mỹ và Anh tìm được việc làm chất lượng cao vào năm 2024. Tài trợ giúp những người lính chuyển sang nghề nghiệp dân sự sau khi thực hiện nghĩa vụ quân sự bằng cách tài trợ cho các tổ chức phi lợi nhuận và nâng cao nhận thức về giá trị mà các cựu chiến binh mang lại cho nơi làm việc

## Sự công nhận
Activision Blizzard đã được công nhận trên Fortune 100 Công ty tốt nhất để làm việc trong năm 2015, 2016, 2017 và 2018. Năm 2017, công ty được công nhận là một trong những Nơi làm việc Lớn nhất ở Nam California. Công ty nằm trong danh sách Các công ty biết Quan tâm năm 2018 của tạp chí People năm 2017 và 2018.

## Các sản phẩm
- Danh sách các trò chơi Activision
- Danh sách các trò chơi Blizzard Entertainment

## Tranh chấp pháp lý

### Worlds, Inc.
Worlds, Inc. đã được cấp một số bằng sáng chế của Mỹ vào khoảng năm 2009 liên quan đến "Hệ thống và phương pháp cho phép người dùng tương tác trong một không gian ảo", thường mô tả một phương thức liên lạc máy chủ / máy khách cho các trò chơi điện tử nhiều người chơi, nơi người chơi sẽ giao tiếp qua ảnh đại diện. Đầu năm 2009, Worlds, Inc. tuyên bố ý định thách thức các nhà xuất bản và nhà phát triển MMO, nghĩa là Activision là một trong những mục tiêu dự định. Worlds, Inc. đã thách thức NCSoft trên các MMO của hãng vào năm 2008. Các công ty cuối cùng đã keó nhau ra tòa vào năm 2010 
Worlds, Inc. đã kiện Activision Blizzard, bao gồm cả Blizzard Entertainment và Activision Publishing,vào tháng 3 năm 2012, nhấn mạnh Call of Duty và World of Warcraft vi phạm bằng sáng chế của họ. Activision Publishing cũng đệ trình một vụ kiện vi phạm bằng sáng chế riêng vào tháng 10 năm 2013, khẳng định rằng Worlds, Inc. đang sử dụng hai bằng sáng chế do Activision sở hữu trong phần mềm Worlds Player, nhưng vụ kiện này đã bị gạt bỏ vì gây nhiều bất lợi vào tháng 6 năm 2014.
Trong vụ kiện Worlds, Inc. chống lại Activision, thẩm phán đã đưa ra phán quyết nói chung có lợi cho Activision, vì họ đã chứng minh rằng Worlds, Inc. sử dụng các công nghệ của bằng sáng chế của họ trong các chương trình khách hàng AlphaWorld và World Chat, được ưu tiên phát hành trước thời hạn vào năm 1995, mặc dù điều này có liên quan đến việc nộp đơn kiện bất thường mà sau đó đã được Văn phòng cấp Bằng sáng chế. Activision đã không phản kháng các bằng sáng chế được cập nhật thông qua đánh giá giữa các bên (IPR), và sau thời gian chờ đợi một năm theo luật định, Worlds, Inc. đã đệ đơn kiện chống lại Activision, khẳng định Call of Duty: Ghosts vi phạm bằng sáng chế. Sau đó, Worlds, Inc. tuyên bố ý định thêm Bungie vào vụ kiện với lý do Destiny cũng không chấp nhận bằng sáng chế của họ. Bungie sau đó đã nộp ba IPR cho Văn phòng cấp Bằng sáng chế, tương ứng với ba bằng sáng chế cốt lõi của Worlds Inc.
Tin tức về vụ kiện Worlds, Inc. chống lại Activision Blizzard đã được xét xử vào ngày 3 tháng 10 năm 2014. Với các IPR của Bungie đang chờ xử lý tại Văn phòng cấp Bằng sáng chế, thẩm phán đã đưa ra xét xử trong khi chờ kết quả của IPR. Worlds, Inc. đã không thừa nhận IPR tại Văn phòng cấp Bằng sáng chế, vì họ không cho Activision là phe đáng quan tâm, một yêu cầu cần thiết được đưa ra là mối quan hệ giữa nhà xuất bản/nhà phát triển giữa Activision và Bungie. Văn phòng cấp Bằng sáng chế đã không chấp nhận lập luận này và sau đó đã đồng ý với IPR của Bungie rằng các phần của bằng sáng chế của Worlds, Inc. không hợp lệ. Worlds, Inc. đã kháng cáo lên Tòa phúc thẩm Liên bang, phản đối tính hợp lệ của IPR do thiếu sự tham gia của Activision. Tòa án Liên bang phán quyết ủng hộ Worlds, Inc. vào tháng 9 năm 2018, vô hiệu hóa quyết định của Văn phòng cấp Bằng sáng chế. Trường hợp của Worlds, Inc. hiện vẫn ở giai đoạn Văn phòng cấp Bằng sáng chế, đang xem xét lại IPR để chờ phán quyết của Tòa án Liên bang.

### Infinity Ward
Đầu năm 2010, Activision đã sa thải Vince Zampella và Jason West, hai trong số những người sáng lập xưởng Infinity Ward, trên cơ sở "vi phạm hợp đồng và không tuân thủ"; Động thái này khiến một số nhân viên Infinity Ward phải nghĩ việc. Zampella và West đã tạo ra một xưởng mới, Reverawn Entertainment, với sự giúp đỡ từ chương trình đối tác của Electronic Arts, và tuyển dụng lại một vài trong số những người rời Infinity Ward.
Zampella và West đã đệ đơn kiện vào tháng 4 năm 2010 chống lại Activision, tuyên bố tiền bản quyền chưa được trả cho xưởng của Call of Duty: Modern Warfare 2. Activision đã đệ đơn kiện ngược, buộc tội cặp đôi này là "tư lợi bẩn thỉu". Activision sau đó đã tìm cách thêm Electronic Arts vào vụ kiện, phát hiện ra Zampella và West đã thảo luận với họ khi còn đang làm việc cho Activision, và thêm các tuyên bố chống lại Zampella và West rằng hai người đã không trả lại tất cả tài liệu liên quan đến Call của Duty trong khi họ vẫn đang làm việc tại Reverawn. Một vụ kiện riêng đã được đệ trình chống lại Activision vào tháng 4 năm 2010 bởi một số nhân viên hiện tại và cựu nhân viên của Infinity Ward trên cùng một cơ sở không được trả tiền bản quyền.
Tất cả các bên đã đi đến một thỏa thuận không được tiết lộ để kết thúc tất cả các vụ kiện vào tháng 5 năm 2012. Electronic Arts và Activision đã giải quyết riêng về cáo buộc dụ dỗ nhân viên của Activision, trong khi các vụ kiện giữa Activision, Zampella, West và nhóm nhân viên Infinity Ward cuối cùng đã được giải quyết vào tháng 5 năm 2012. Tất cả các khoản thanh toán đã được thực hiện đầy đủ với số tiền không được tiết lộ.

### Vụ kiện nội bộ nơi làm việc
Theo kết quả của cuộc điều tra kéo dài hai năm, vào ngày 20 tháng 7 năm 2021, Bộ Gia cư và Công bằng Việc làm California (DFEH) đã đệ đơn kiện Activision Blizzard, cáo buộc các hành vi quấy rối tình dục, phân biệt đối xử trong việc làm và trả đũa. Chi tiết của các cáo buộc liên quan đến việc nảy sinh hành vi không phù hợp với phụ nữ và bao che văn hóa "đồng bọn". Ban quản lý của công ty ban đầu đã cố gắng phủ nhận những cáo buộc là sai sự thật, khiến các nhân viên phản đối gay gắt về sự thiếu nghiêm túc của ban quản lý trong vấn đề này. Ngay cả sau khi CEO Bobby Kotick gửi thư ngỏ cho nhân viên nói rằng phản ứng ban đầu của họ là không đúng và sẽ xem xét các vấn đề nội bộ, các nhân viên vẫn tổ chức một cuộc biểu tình để phản đối việc công ty thiếu hành động liên quan đến vụ kiện. Vụ kiện đã trở thành một vấn đề gây tranh cãi trong ngành vì nó liên quan đến phong trào Me Too và sự thiếu tiếng nói của công đoàn trong các công ty phát triển trò chơi điện tử để có thể bảo vệ nhân viên khỏi bị ngược đãi như vậy.